# Кийпсааре
Кийпсааре (эст. Kiipsaare tuletorn) — заброшенный маяк на северо-западной оконечности острова Сааремаа в Эстонии, на территории Национального парка Вилсанди.
Маяк был построен в 1933 году и имеет железобетонную конструкцию. В то время маяк находился на суше, за 100—150 метров от берега, но в связи с абразией побережья в начале 90-х годов море достигло его, вследствие чего он начал наклоняться. Поэтому в 1992 году, в связи с дальнейшим наклонением и отсутствием поддерживающей опоры, с маяка был снят генератор, а в 2009 году объект был обозначен как «не работающий», после чего его удалили из списков навигационных регистров.